# 臺南市下營區甲中國民小學
臺南市下營區甲中國民小學是一所位於臺灣臺南市下營區的市立國民小學，建校於1953年，時為「賀建國民學校甲中分班」。

## 歷史
1953年9月建校，稱「臺南縣下營鄉賀建國民學校甲中分班」，隔年9月擴編為甲中分校。1957年8月獨立設校，是為「臺南縣下營鄉甲中國民學校」。1968年8月，因臺灣實施九年國民義務教育，改稱「臺南縣下營鄉甲中國民小學」。復於2010年12月25日，因臺南縣、市合併，更為現名。

## 學區
台南市下營區紅甲里11鄰至21鄰，屬於自由學區學校，設籍臺南市的學生不受學區限制皆可入學。

## 外部連結
- 臺南市下營區甲中國民小學